# Кларк, Лижия
Лижия Кларк (порт.-браз. Lygia Clark, настоящее имя Lygia Pimentel Lins; 1920—1988) — бразильская художница и скульптор, широко известная своими живописными и инсталляционными работами.
Вместе с Гертрудой Гольдшмидт и Мирой Шендель, стали самыми известными южноамериканскими художницами второй половины XX века.

## Биография
Родилась 23 октября 1920 года в Белу-Оризонти в семье юристов: её отец — Джейр Перейра Линс (Jair Pereira Lins) был адвокатом и сыном министра Верховного суда, а мать — Рут Мендес Пиментел (Ruth Mendes Pimentel) была дочерью адвоката. Лижия была третьим ребёнком в семье, где ещё росли Мария Беатрис, Соня и Франциско.
В 1947 году переехала в Рио-де-Жанейро, чтобы учиться у бразильского ландшафтного архитектора Роберту Бурле Маркса и скульптора Зелии Салгаду, решив стать художницей. В 1950 году Лижия отправилась в Париж, где училась у Арпада Сенеша, Исаака Добринского и Фернана Леже. После своей первой персональной выставки в Институте эндопластики (Institut Endoplastique) в Париже в 1952 году, художница вернулась в Рио-де-Жанейро и экспонировалась в Министерстве образования и культуры Бразилии.
Лижия Кларк была одной из основательниц группы Grupo Frente, которая была создана в 1954 году. Посвятив себя изучению пространства, она присоединилась к художникам Элио Ойтисикe, Дешио Виейре, Аврааму Палатнику, Жоао Хосе да Косте, Ивану Серпе и другим. В 1957 году она приняла участие в первой выставке National Concrete Art Exhibition в Рио-де-Жанейро. Была участницей «Superfícies Moduladas, 1952-57» и «Planos em Superfície Modulada, 1956-58». Принимала также участие со своей работой Composiçõesв Венецианской биеннале в 1954 году и повторно в 1968 году. В 1961 году она получила награду как лучший скульптор на международной биеннале искусства в Сан-Паулу. Создавала инсталляции и работала с боди-артом.
В 1959 году она присоединилась к экспозиции I Exposição de Arte Neoconcreta, подписавшись под манифестом «Manifesto Neoconcreto» вместе с Амилкаром де Кастро, Феррейрой Гулларом, Францем Вайсманном, Лижией Папе, Рейнальдо Жардимом и Теоном Спанудисом (Theon Spanudis).
Посвятив себя в первое десятилетие своей карьеры живописи и скульптуре, после 1966 года Лижия Кларк заявила, что отказалась от искусства. В начале 1970-х она преподавала искусство в Сорбонне. В течение последующего времени Кларк также исследовала идею сенсорного восприятия через её искусство. С 1979 по 1988 год она всё больше двигалась в сторону арт-терапии, чем создавал новые произведения, используя свою арт-терапию для лечения пациентов с психотическими расстройствами (психоз). С начала 1980-х годов Лижия Кларк постепенно замедляла темпы своей деятельности. В 1983 году ограниченным тиражом была издана её книга «Livro Obra», в которой рассказывается об эволюции работ художницы от её самых ранних творений до конечной неоконкретной фазы. В 1977 году Кларк вернулась в Рио-де-Жанейро, где умерла от сердечного приступа в собственном доме 25 апреля 1988 года.
В 1986 году в Императорском дворце Рио-де-Жанейро была проведена выставка IX Salão de Artes Plásticas со специальной экспозицией, посвященной Элио Ойтисика и Лижии Кларк. Выставка стала единственной крупной ретроспективой, посвященной Лижии Кларк при её жизни.
23 октября 2015 года Google запустила дудл в честь празднования 95-летия художницы, на котором логотип Google был стилизован под её работу «Bichos».
В апреле 2018 года на канале «Радиокультура» совместно с Музеем современного искусства «Гараж» вышла программа «Лижия Кларк. Мобильные конструкции».

### Личная жизнь
Лижия Кларк в 18 лет вышла замуж за инженера Алуисио Кларка Рибейру (Aluísio Clark Ribeiro) и приняла его фамилию. У них было трое детей — Альваро, Эдуардо и Элизабет.

## Рекорды продаж
В мае 2013 года работа Лижии Кларк «Contra Relevo», была продана за 4,5 миллиона реалов на аукционе в Нью-Йорке, став самой дорогой бразильской работой, проданной на аукционе.
В августе этого же года её работа «Superfície Modulada nº 4» была продана на аукционе Bolsa de Arte de São Paulo за 5,3 миллиона реалов, став тем самым дорогим произведением искусства, когда-либо проданным в Бразилии на тот момент времени.
В 2015 году Кларк потеряла пальму первенства после продажи картины «Vaso de Flores» Альберто да Вейга Гиньяра за 5,7 миллиона реалов.
На аукционе Sotheby's в 2014 году алюминиевая складная скульптура Кларк Bicho-Em-Si-Md (No. IV) (1960 год) была продана за 1,2 миллиона долларов, что вдвое превысило её стартовую цену.